# Herb Aach
Herb Aach (1923–1985) a fost un pictor și scriitor american.
Stilul său este recunoscut pentru pigmentatul foarte intens și bine plasat, interesul său pentru culoare făcându-l să realizeze una din cele mai notabile traduceri pentru Teoria culorilor lui Goethe.

## Viața și activitatea
Herb Aach s-a născut în 1923 în Köln, Germania. În 1938 sosește la New York, pentru ca în 1942 să se înroleze în armată și în 1943 să capete cetățenie americană. După război studiază sub îndrumarea lui John Ferren și Rufino Tamayo la Brooklyn Museum Art School.
La mijlocul lui 1948 se mută în Mexico City cu noua sa soție și-și continuă studiile la  Escuela de Pintura y Escultura. 
După întoarcerea din Mexico City, Aach continuă să picteze în ceea ce el va descrie ca fiind  "izolare relativă", între 1954-1963, în Hazleton, Pennsylvania. Se va muta înapoi New York în 1963 și va începe să predea la Queen College din 1965 pană la sfarșitul vieții, aici devenind preferatul studenților care îl vor alege de două ori și Profesorul Anului.
Revizitează Germania în 1970 și când se reîntoarce în state va participa la decorarea unor poduri urbane. 1975 este anul în care este ales președinte al Artists Technical Research Institute. Este diagnosticat cu cancer în 1979 și încetează să mai picteze, continuând doar să mai deseneze.
Moare la 13 octombrie 1985 la Memorial Sloan–Kettering Cancer Center.
Stilul de început al lui Aach a fost puternic influențat de John Ferren și ideile sale privind teoria culorilor. Aach va explora ideile sale despre execuția culorilor în pictura, unde va dezvolta stilul colorat expresionist. Din 1960 începe să folosească culori fluorescente în ceea ce el va denumi  "intensitatea și lumina interioară ".
Louis Finkelstein a descris opera lui Aach ca fiind "adânc ancorată în cultura tradițională", iar criticul de artă Noel Frackman la numit în 1974 pe Aach ca fiind un adevărat pionier.